# 564 (số)
564 (năm trăm sáu mươi bốn)(số La Mã: DLXIV)là một số tự nhiên ngay sau số 563 và ngay trước số 565.